# صموئيل إس. مارشال
صموئيل إس. مارشال (بالإنجليزية: Samuel S. Marshall)‏ هو محامي وقاضي وسياسي أمريكي، ولد في 12 مارس 1821 في شاونيتاون في الولايات المتحدة، وتوفي في 26 يوليو 1890 في ماكلينسبورو في الولايات المتحدة. حزبياً، نشط في الحزب الديمقراطي. وقد انتخب عضو مجلس نواب إلينوي وانتخب عضو مجلس النواب الأمريكي.